# ANOG
Der ANOG e. V. war ein Verband des biologischen Landbaus. ANOG bedeutet „Arbeitsgemeinschaft Naturnaher Obst- und Gartenbau“.

## Geschichte
Der Verband war nach demeter mit seiner Gründung 1962 erst der zweite Anbauverband für ökologische Landwirtschaft und der erste ohne weltanschauliche Verankerung. Er ging 2002 im Naturland-Verband auf.

## Bedeutung
Die ANOG kam nie über einen Randgruppenstatus im Biobereich hinaus und hatte zuletzt 70 Mitglieder, die 3000 ha bewirtschafteten. ANOG war schwerpunktmäßig im Bereich des Erwerbsobstbaus aktiv. Pionierarbeit im Bereich des organischen Weinbaus führte zur Mitgliedschaft des Weingutes Graf von Kanitz im Jahr 1968.